# Щельяюрське сільське поселення
Щельяю́рське сільське поселення (рос. Щельяюрское сельское поселение) — муніципальне утворення у складі Іжемського району Республіки Комі, Росія. Адміністративний центр та єдиний населений пункт — селище Щельяюр.

## Історія
18 серпня 1959 року присілок Пільєгор Щельяюрської сільської ради передано до складу Няшабозької сільської ради.
26 квітня 1962 року селище Щельяюр отримало статус селища міського типу.
10 січня 1995 року селище міського типу Щельяюр отримало статус селища.
1 червня 1995 року утворено Щельяюрську сільську раду у складі селища Щельяюр.

## Населення
Населення — 2687 осіб (2017, 2934 у 2010, 3551 у 2002, 4122 у 1989).